# Herregårde i Hjørring Amt
Herregårde i Hjørring Amt gælder situationen før 1970 hvor der var en del sogne der gik over i Aalborg Amt.

## Horns Herred
- Gårdbogård, Råbjerg Sogn
- Nørre-Elkær, Tversted Sogn
- Eskær, Mosbjerg Sogn
- Stensbæk, Bindslev Sogn
- Lerbæk, Elling Sogn
- Ellinggård, Elling Sogn
- Bannerslund, Elling Sogn
- Skårupgård, Tolne Sogn
- Høgholt, Hørmested Sogn
- Lengsholm, Lendum Sogn
- Eget, Skærum Sogn
- Bangsbo Hovedgård, Flade Sogn
- Knivholt, Flade Sogn
- Gærumgård, Gærum Sogn

## Vennebjerg Herred
- Åstrup, Sankt Hans Sogn
- Fuglsig, Sankt Olai Sogn
- Linderumgård, Ugilt Sogn
- Egebjerg, Ugilt Sogn
- Mølgaard, Ugilt Sogn
- Mølskovgård, Ugilt Sogn
- Baggesvogn, Sindal Sogn
- Bøgsted, Astrup Sogn
- Odden, Mygdal Sogn
- Asdal, Asdal Sogn
- Kærsgård, Tornby Sogn
- Villerup, Skallerup Sogn
- Overklit, Vennebjerg Sogn

## Dronninglund Herred
- Alfarvad, Albæk Sogn
- Civagård, Dronninglund Sogn
- Donsted, Albæk Sogn
- Dronninglund Slot, Dronninglund Sogn
- Dybvad Hovedgård, Skæve Sogn
- Haven, Hørby Sogn
- Hejselt, Torslev Sogn
- Hørbylund, Hørby Sogn
- Klavsholm (Hellevad Sogn), Hellevad Sogn
- Knudseje, Skæve Sogn
- Kringelhede, Albæk Sogn
- Kølskegård, Hallund Sogn
- Lille Rugtved, Albæk Sogn
- Ormholt, Torslev Sogn
- Nørre Ravnstrup, Ørum Sogn
- Store Rugtved, Albæk Sogn
- Sæbygård, Volstrup Sogn
- Voergård, Voer Sogn

## Børglum Herred
- Boller, Tårs Sogn
- Burholt, Øster Brønderslev Sogn
- Børglum Kloster, Børglum Sogn
- Hammelmose, Thise Sogn
- Havreholm, Vrejlev Sogn
- Hjermeslevgård, Tolstrup Sogn
- Hvidstedgård, Tårs Sogn
- Hvilshøjgård, Øster Brønderslev Sogn
- Hæstrupgård, Hæstrup Sogn
- Rønnovsholm, Vrejlev Sogn
- Sejlstrupgård, Sejlstrup Sogn
- Tidemandsholm, Tårs Sogn
- Vrejlev Kloster, Vrejlev Sogn
- Ås, Tårs Sogn

## Hvetbo Herred
- Kettrupgård, Ingstrup Sogn
- Vestrupgård, Saltum Sogn
- Lunderupgård, Jetsmark Sogn
- Birkumgård, Gjøl Sogn

## Øster Han Herred
- Aggersborggård, Aggersborg Sogn
- Alsbjerggård, Torslev Sogn
- Bratskov, Brovst Sogn
- Kokkedal, Torslev Sogn
- Oksholm, Øland Sogn
- Aalegaard, Skræm Sogn